# Námořní pěchota Čínské republiky
Sbor námořní pěchoty Čínské republiky (čínsky 中華民國海軍陸戰隊) je námořní pěchota námořnictva Čínské republiky, určená k provádění obojživelných operací, zejména protivylodění k posílení obrany území ostrova Tchaj-wan a menších ostrovů tvořících území Čínské republiky, obraně základen a dalších zařízení námořnictva Čínské republiky, a plní i roli sil rychlé reakce a strategické zálohy ozbrojených sil.

## Organizace

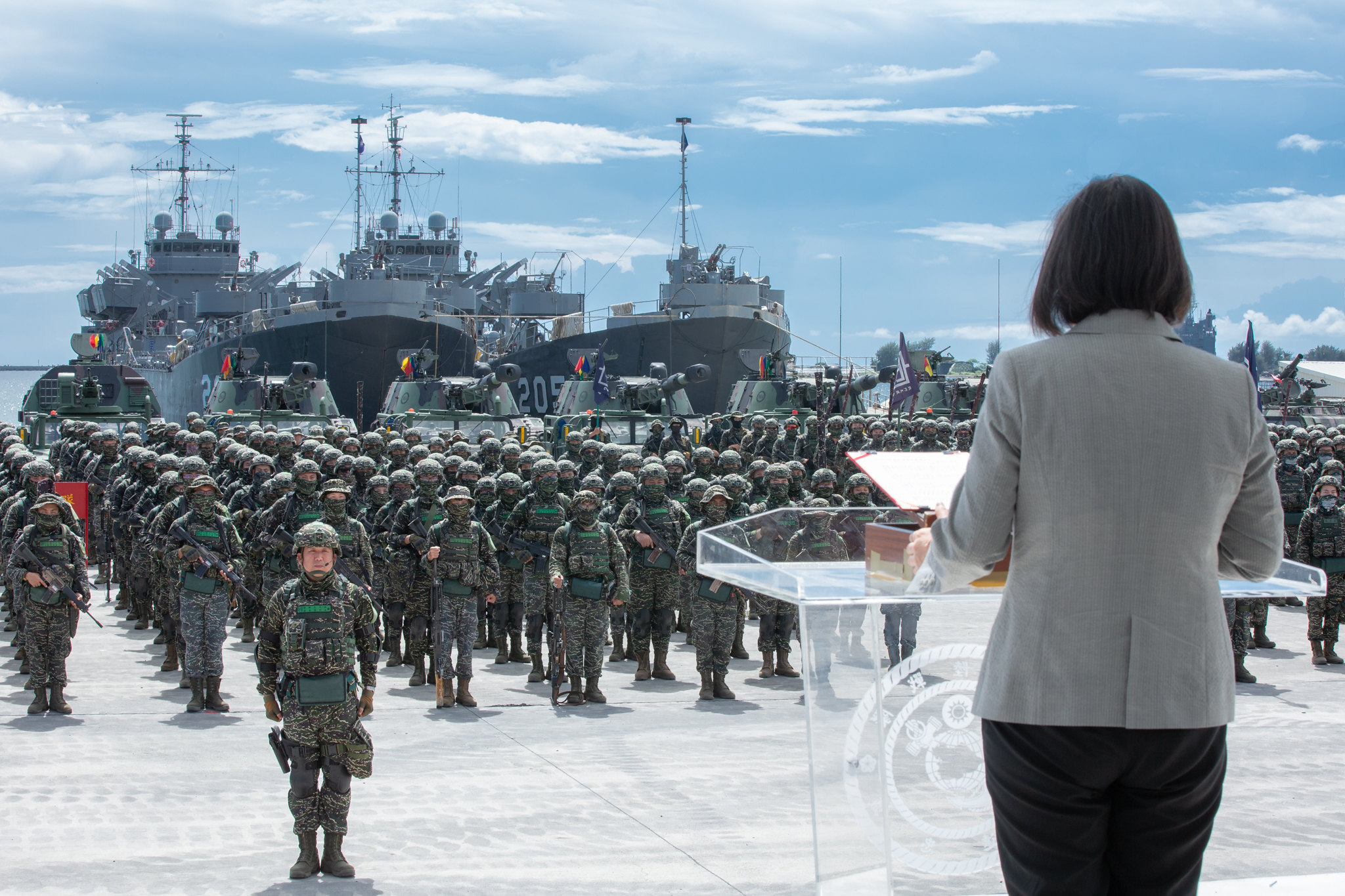
Tchajwanská prezidentka Cchaj Jing-wen hodnotí prapor námořní pěchoty.

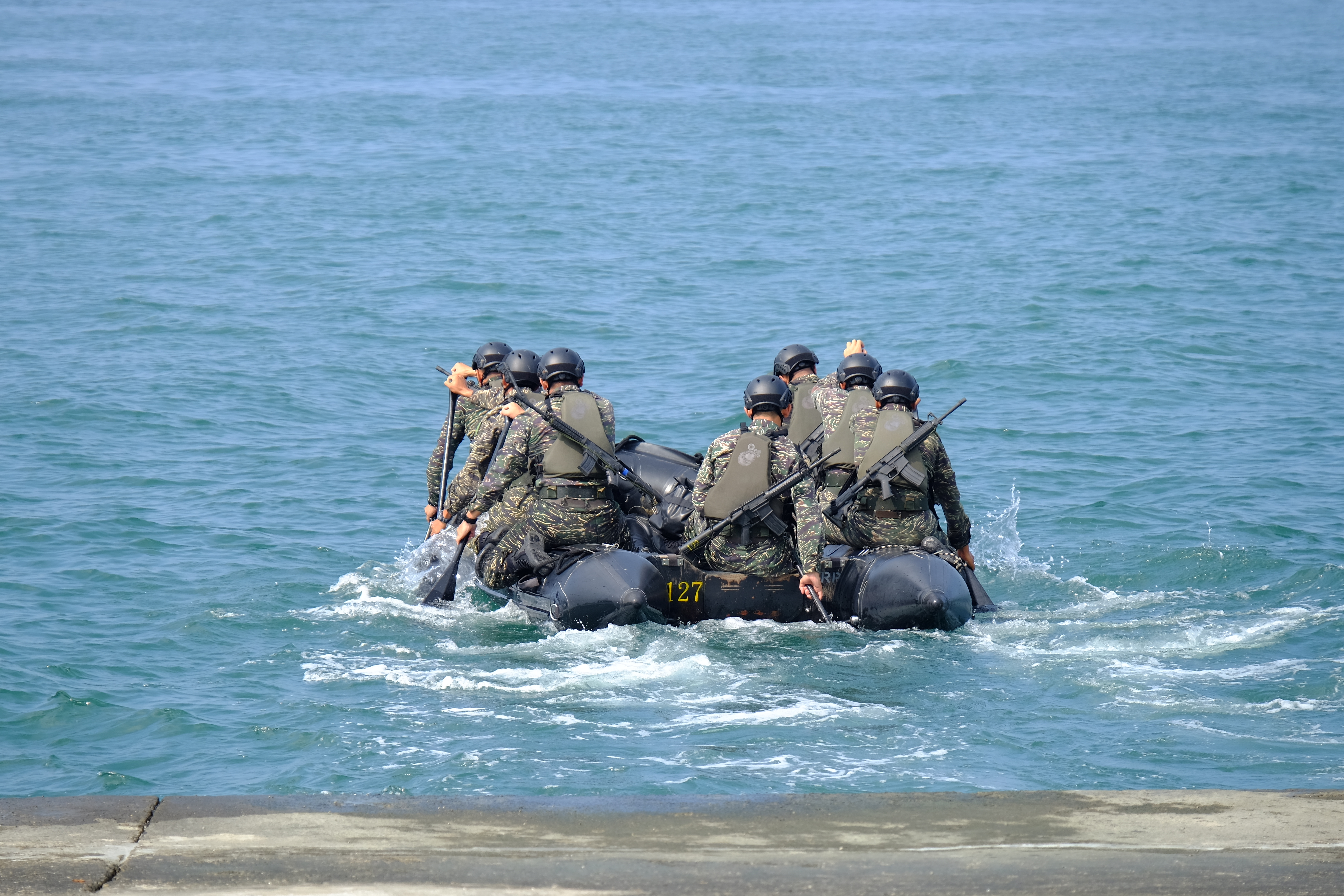
Námořní pěšáci pádlují na nafukovacím člunu.

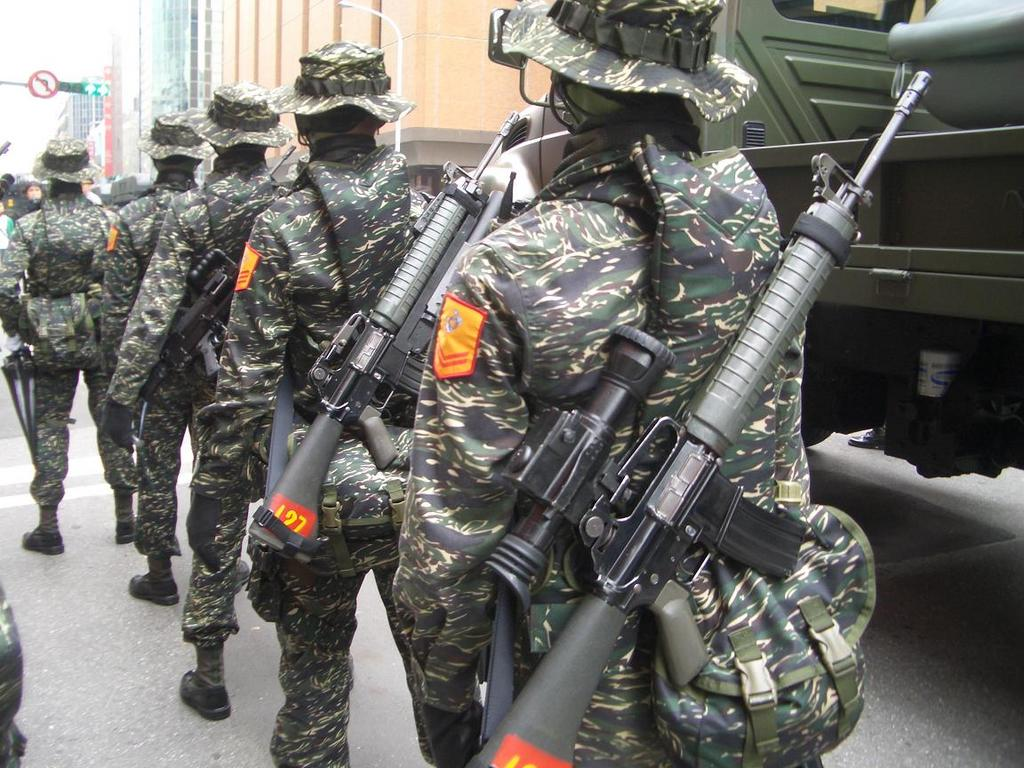
Příslušníci námořní pěchoty Čínské republiky.

Námořní pěchota Čínské republiky je po administrativní stránce organizací odpovídající sboru a její velitelství podléhá vrchnímu velitelství námořnictva Čínské republiky, které je dále podřízeno generálnímu štábu ozbrojených sil Čínské republiky, ministru obrany a prezidentu Čínské republiky.
Skládá se z:
- brigád (dříve divizí):
  - 66. brigády námořní pěchoty „Předvoj“ (陸戰六六旅「先鋒部隊」), dislokované v oblasti Tchaj-peje a disponující výzbrojí tanky M60A3TTS, které nahradily starší M41 Walker Bulldog,[1]
  - 77. brigády námořní pěchoty „Železná garda“ (陸戰七七旅「鐵衛部隊」), posádkové brigády dislokované v okolí letecké základny Ching Chuan Kang a jinde na ostrově Tchaj-wan,
  - 99. brigády námořní pěchoty „Železná síla“ (陸戰九九旅「鐵軍部隊」), dislokované v Kao-siung.
- samostatných skupin:
  - Obojživelné obrněné skupiny (登陸戰車大隊), složené ze:
    - 4 eskadron (運輸中隊) obojživelných obrněných transportérů (24 vozidel na eskadronu, 1. a 2. typ AAV-7, 3. a 4. LVT-5)
    - 2 obojživelných dělostřeleckých eskadron (砲兵中隊) vybavených minomety na obojživelných vozidlech LVT-5.

  - Obojživelné průzkumné a hlídkové jednotky (海軍陸戰隊兩棲偵搜大隊), přezdívané „žabí muži“ a představující obdobu US Navy SEALs v ozbrojených silách Čínské republiky. Přes polovinu z 600 příslušníků tvoří příslušníci domorodého obyvatelstva Tchaj-wanu.
    - Ta sestává z:
      - 3 průzkumných rot (偵搜中隊)
      - 1 roty speciálních sil (特勤中隊)
      - 1 roty pro podhladinové demolice (爆破中隊)
      - 1 týlové roty (支援中隊)

  - Skupiny bojové podpory (戰鬥支援大隊), slučující dřívější Výsadkovou logistickou skupinu a Spojovací, zpravodajskou a elektronickou skupinu.[2]
- Velitelství posádky na ostrově Wuqiu (烏坵守備大隊)
- Výcvikové základny společných operací ozbrojených sil (三軍聯合作戰訓練基地)
- Velitelského praporu sboru (隊部營)

## Historie
Námořní pěchota Číny vznikla v prosinci 1914 z bývalého námořního strážního sboru. V roce 2004 námořní pěchota Čínské republiky dislokovala jednu ze svých brigád v oblasti Tchaj-peje k obraně proti případnému překvapivému útoku Čínské lidové republiky směřujícímu proti administrativnímu centru země.
Sbor se dříve, v dobách kdy se jeho doktrína zaměřovala na možnost znovuzískání kontinentální Číny, skládal ze dvou aktivních divizí, označených jako 66. a 99. divize. Po přechodu k defenzívnímu zaměření byla jeho velikost redukována.
Oficiálním mottem je „Vždy věrní“ (čínsky 永遠忠誠), podle vzoru hesla Námořní pěchoty Spojených států amerických „Semper fidelis“.

## Vybavení
| Druh                        | Typ                                            | Původ            | #           |
| --------------------------- | ---------------------------------------------- | ---------------- | ----------- |
| tank                        | M60A3TTS                                       | USA              | [ 1 ] [ 3 ] |
| tank                        | M41 Walker Bulldog                             | USA              |             |
| obojživelné obrněné vozidlo | AAV-7                                          | USA              | 54          |
| obojživelné obrněné vozidlo | LVTP-5                                         | USA              | 84          |
| stíhač tanků                | CM-25 (M113 s odpalovacím zařízením střel TOW) | Čínská republika |             |
| obrněné vyloďovací vozidlo  | LVT-5                                          | USA              |             |
| obrněné bojové vozidlo      | CM-24                                          | Čínská republika |             |
| užitkový automobil          | M998                                           | USA              |             |
| dělostřelecký systém        | M101                                           | USA              |             |
| dělostřelecký systém        | M109                                           | USA              |             |
| protitanková střela         | BGM-71 TOW-2A/B                                | USA              |             |
| protitanková zbraň          | MK-153 SMAW                                    | USA              |             |
| protitanková střela         | FGM-148 Javelin                                | USA              | [ 4 ]       |
| bezzákluzové dělo           | M40                                            | USA              |             |
| útočná puška                | T65K2                                          | Čínská republika |             |
| útočná puška                | T91                                            | Čínská republika |             |
| lehký kulomet               | T75                                            | Čínská republika |             |
| odstřelovací puška          | SSG-2000                                       | Švýcarsko        |             |
| odstřelovací puška          | T93                                            | Čínská republika |             |
| automatický granátomet      | Mk 19                                          | USA              |             |
| automatický kanón           | T75                                            | Čínská republika |             |
| užitkový vrtulník           | McDonnell Douglas MD 500 Defender              | USA              |             |